# Cugnon
Cugnon est une section de la ville belge de Bertrix, située en Région wallonne dans la province de Luxembourg, sur la rive droite de la Semois. 
Avant la fusion des communes de 1977, Cugnon était une commune à part entière, et le village de Mortehan en faisait partie. 
Pendant la Période française de l'histoire de Belgique (fin XVIIIe siècle), Cugnon fusionna avec Auby-sur-Semois, Géripont et Mortehan. Elle fut amputée d'Auby-sur-Semois le 30 juillet 1899 et annexa en 1964 le hameau de Thibauroche, détaché de Muno.

## Étymologie
644 Casaecongidunus, Casegongidinus
Chez (latin casae « à la maison » = français chez) Congidunus (patronyme celtique, cf. le roi breton Cogidubnus cité par Tacite dans Agricola, ou le gaulois Conconnetodunnus, cité par L. Roger ; ce nom contient le gaulois duno « enceinte » et l'adjectif celtique *connios « malin, fin »),.

## Démographie
- Source: INS recensements population
- 1900: Scission de Auby-sur-Semois

## Histoire

### Les origines de Cugnon

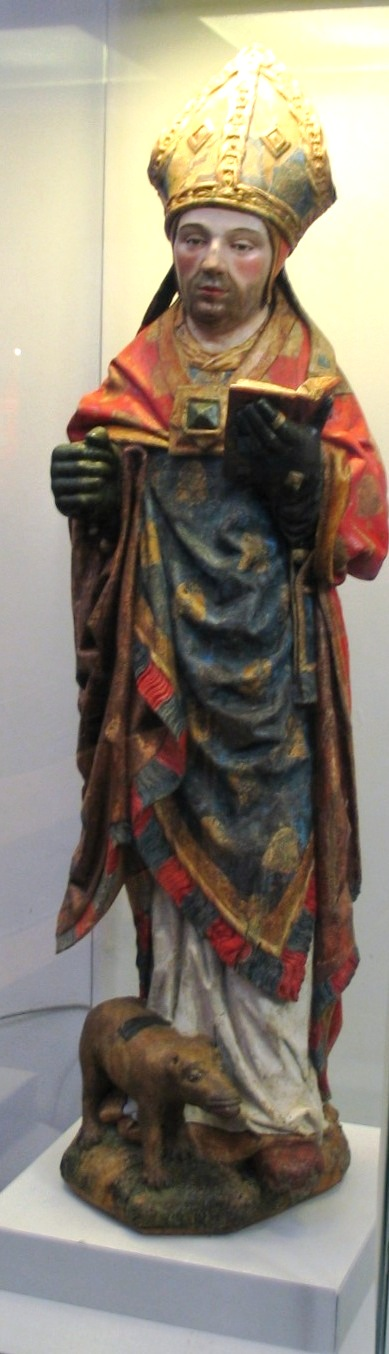
Saint-Remacle.

Certains auteurs prétendent qu’en 648, Sigebert III, roi d’Austrasie, fonde en cet endroit un monastère gouverné par saint Remacle, apôtre des Ardennes. Mais ce dernier, trouvant sans doute les lieux trop solitaires, obtient la fondation des abbayes de Stavelot et Malmedy. Cugnon devient alors un simple prieuré. D'ailleurs d’autres auteurs, tout aussi dignes de foi que les précédents, doutent de l’érection réelle d’un monastère, saint Remacle n’ayant séjourné que fort peu de temps à Cugnon.
Il ne reste aujourd'hui pratiquement rien de cet édifice, mais on note la présence, en lisière du village, dans la direction d'Auby, un oratoire creusé dans la roche feuilletée : la grotte Saint-Remacle, où le saint aurait trouvé asile lors de son arrivée dans la région.
L'existence de l'abbaye reste discutée, néanmoins une charte de cette époque existe qui parle de la donation par Sigebert de ce lieu, afin d’y fonder un monastère.
Voici la traduction de cet écrit, par Jacques Stiennon, professeur à l’université de Liège, qui en emprunte la traduction à François Baix :
« Sigebert, roi des Francs, à l’illustre Grimoald, maire du Palais, salut spécial et bonheur en toutes choses.
Nous croyons que le Dieu Tout Puissant nous récompense à raison des libéralités pieuses que nous faisons généreusement, grâce aux biens dus à sa munificence, on voit le pouvoir royal se consolider lorsqu’il protège spontanément les intérêts des serviteurs de Dieu.
C’est pourquoi, sous l’impulsion de notre cœur, et d’après l’avis des éminents prélats Cunibert, Mémorian, Godon, ainsi que des illustres Seigneurs Grimoald, Bobon, Adalgysel, nous voulons, à l’exemple de nos ancêtres, faire acte de largesse par l’érection d’un monastère régulier dans notre forêt d’Ardenne, en l’honneur de notre patron, de Pierre, de Paul, de Jean et des autres martyrs, en un lieu nommé Cugnon, que la Semois entoure comme une ceinture.
Avec l’aide du Christ, nous y établissons Remacle Remacle en qualité d’abbé pour qu’il fasse observer la règle et les recommandations des anciens Pères.
Dans ce but et à partir du fort lui-même et de la rivière, nous donnons aujourd’hui en toute propriété un terrain pris dans notre forêt d’Orgéo et le long de trois lieues en ligne droite y compris la vanne domaniale dite de Dognulfe, ainsi que les colons Probard et Babon avec leurs enfants.
En outre, à partir du fort, trois lieues dans l’autre forêt domaniale, plus trois lieues en ligne droite, y compris la petite vanne du ruisseau des Aleines près de la roche carrée.
Tous ces biens, provenant de notre domaine, nous le donnons avec notre immunité, pour l’usage des serviteurs de Dieu, de manière qu’ils les possèdent, en jouissent et les transmettent à leur postérité spirituelle.
Ainsi pourront-ils mettre leur bonheur et toute leur attention à prier incessamment notre miséricordieux seigneur et afin que cette ordonnance demeure ferme et inviolée, nous avons voulu y joindre en bas, de notre main, l’appui de notre souscription ».
D’une part, l’histoire dit que les seigneurs de l’endroit cherchent querelle aux moines, il est vrai qu’un fort existe déjà. D’autre part, que les terres si généreusement données par Sigebert ne lui appartiennent pas, du moins, pas toutes.

### Des légendes aux traditions locales

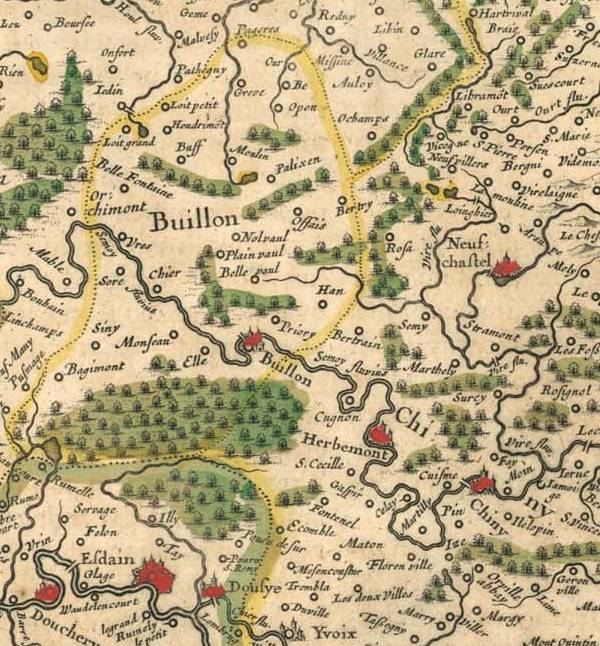
Cugnon est située vers l'an 1000 entre la seigneurie de Buillon et le comté de Chiny.

Vers 940, Richer évêque de Liège de 920 à 945, abbé de Lobbes et de Prüm, gouverne aussi à Cugnon une petite communauté de six moines. Ces pieux cénobites accomplissent, avec scrupule, le vœu de leur supposé royal fondateur, Sigebert III, roi d’Austrasie. Dom Calmet nous parle d'un monastère, mais d'autres historiens parlent d'un prieuré. En réalité les vestiges d’un ancien monastère subsistent dans les derniers temps à Cugnon, dans un prieuré qui appartient aux Jésuites de Luxembourg. Catœ Congidunum, est très probablement un monastère fondé en 648 mais Remacle, le futur saint, trouve le lieu trop solitaire et obtient la fondation de l'abbaye de Solignac et de celle de Stavelot-Malmedy. Cougnou devient alors un simple prieuré.
Les chroniques de l'Ardenne et des Woëpvres sur cette période obscure parle de Cugnon:

« Très souvent la petite église reçoit néanmoins la visite d'une pieuse dame, dont l'époux, le comte Rodolphe, administre alors le Pagus Arduennensis. Elle se nomme Leva ou Ève, et est accompagnée, quelquefois, par la jeune Mathilde de Chiny, épouse d'Otton Ier de Chiny. Les châtelaines d'Herbeumont et de Cugnon sont aussi, presque toujours, de la partie. Elles vont prier dans la chapelle des saints apôtres pour le succès des armes de leurs nobles seigneurs, époux ou pères, et des brillants chevaliers de la contrée, qui combattent alors sous la bannière impériale. »

En 940, selon les traditions locales, il existe donc un châtelain ou castellanus à Cugnon. À cette époque les châtelains acquièrent une certaine indépendance. La puissance souveraine se fractionne aux alentours de l’an mil. Le recul du pouvoir comtal reproduit avec un demi-siècle de retard, celui de l’autorité monarchique. Mais si Dom Calmet écrit : on connaît dans le Luxembourg une ancienne maison de Cugnon, qui portait : d'argent à la face de sinople, accompagnée en chefs de trois merlettes de sable, et en pointe d'une rosé de gueules, feuillée de sinople, il peut vouloir dire des seigneurs de Cugnon avant les comtes de la Marck. La succession héréditaire au niveau des fiefs est toutefois beaucoup plus fréquente au niveau des châtelains que chez les premiers vassaux. Il ne faut pas comparer les pouvoirs du châtelain, parfois confondu avec le vicomte vers l'an mil, et le châtelain-concierge de la fin de la féodalité.

### Des traditions locales à l'Histoire

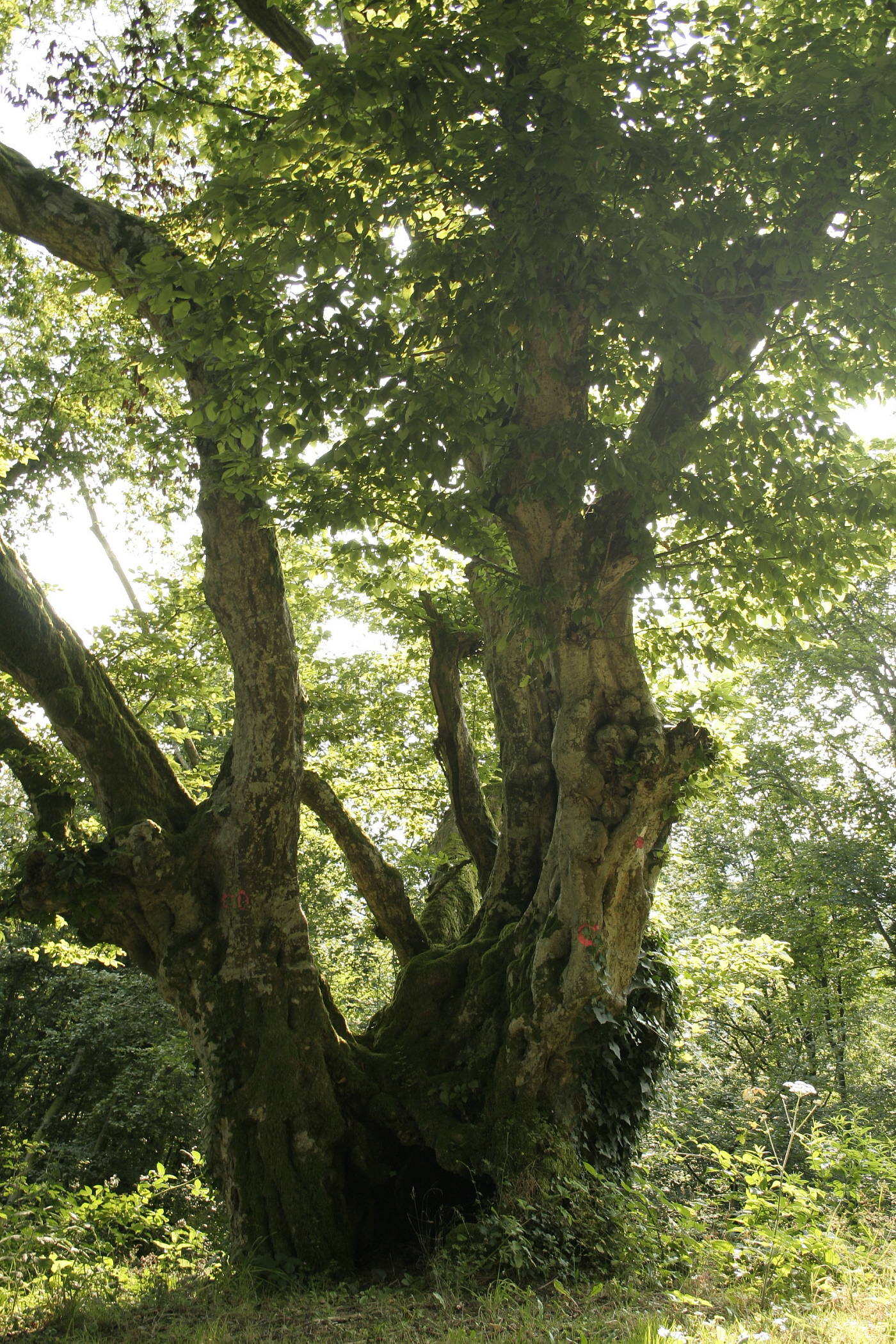
Le vieux charme multicentenaire.

Au centre de la boucle de la Semois à Cugnon, on découvre l’oppidum gaulois des Trinchis, de l’époque de la Tène. Il est, selon André Matthys inspecteur général du Patrimoine, occupé au moment de la guerre des Gaules par l’armée romaine en lutte contre les Trévires. Un natif de la région, Jean-Paul Wuyts, prétend que c’est dans un gué pas très distant de l’oppidum que Titus Labienus, un des principaux lieutenants de César durant la guerre des Gaules, combat victorieusement le chef trévire, Indutiomar (–54/–53). L’abbé Hector nous dit qu'une voie romaine passe à Cugnon. L’importance stratégique du lieu est liée à la proximité du diverticulum de la Chaussée de Bavay à Trèves.
L’historien Tillière se demande dans son étude si le Casaecongidunuin, fondé par saint Remacle vers 648 aux bords de la Semois, s'identifie avec Conques ou avec Cugnon. Étant connue la loi de phonétique qui régit la transformation des noms gaulois latinisés en dunum à forteresse, aucun doute ne peut subsister en faveur de Cugnon. D’ailleurs un ouvrage universitaire très récent : Les Sociétés occidentales du milieu du VIe à la fin du IXe siècle, consacre un chapitre à Moines et nature sauvage dans l’Ardenne du haut Moyen Âge (saint Remacle à Cugnon et à Stavelot).
À la fin du Xe siècle Cugnon fait partie de la doyenné d’Yvois.
Si Dom Calmet nous précise uniquement que les Cugnon constituent une ancienne maison, Les chroniques de l'Ardenne et des Woëpvres nous disent que ce lignage est ancien et illustre. C'est l’une des Pairies du Luxembourg. Elle porte : D'argent, à la face de sinople accompagnée en chef de trois merlettes de sable, et en pointe d'une rose de gueules, feuillée de sinople. Dans le cas de Cugnon et des premiers seigneurs de Cugnon, pairie n’a pas le sens français. Dans nombre de principautés territoriales, surtout du nord, un groupe de « pairs » se constitue au XIIIe siècle. Ce titre de pair est accordé aux aristocrates issus des familles les plus anciennes, celles qui constituent au XIe siècle toute la noblesse. L'accession à la noblesse des milites (combattants à cheval) au cours des XIIe et XIIIe siècles emmène pour les antiques familles nobles un besoin de distinction dans la titulature qui se manifeste par l'adoption du titre de pair. Dans d'autres principautés (vicomté de Limoges, comté de la Marche…), c’est le titre de baron qui répond à ce besoin.
Le Recueil historique, chronologique, généalogique et biographique des familles nobles du Luxembourg nous montre que la famille de Cugnon est non seulement de race, mais aussi citée juste après les quelques familles de comtes:

« La noblesse de race, dans le Luxembourg, était aux temps anciens indélébile et éternelle sous la seule condition de conserver la pureté des alliances ; cette réserve n'avait pas été prescrite par l'orgueil ou la vanité; mais elle avait été dictée par l'antipathie que nourrissaient les familles féodales contre celles des familles vaincues ou serves.
Au Moyen Âge, où la féodalité florissait dans toute sa vigueur, les diverses contrées formant le Luxembourg étaient possédées par cette ancienne chevalerie; au premier rang de ces puissants seigneurs figuraient le Prince-évêque de Liège, duc de Bouillon; le marquis d'Arlon; les comtes de Chiny, de La Roche, de Salm, de Durbuy, de Vianden, de Montaigu, de Wiltz, de Saint-Vith, d'Orchimont, de Rochefort, de Dasbourg, de Manderscheidt; puis venaient les sires de Koeurich, de Cugnon, d'Herbeumont… »

La devise des Cugnon est : L’honneur pour guide.

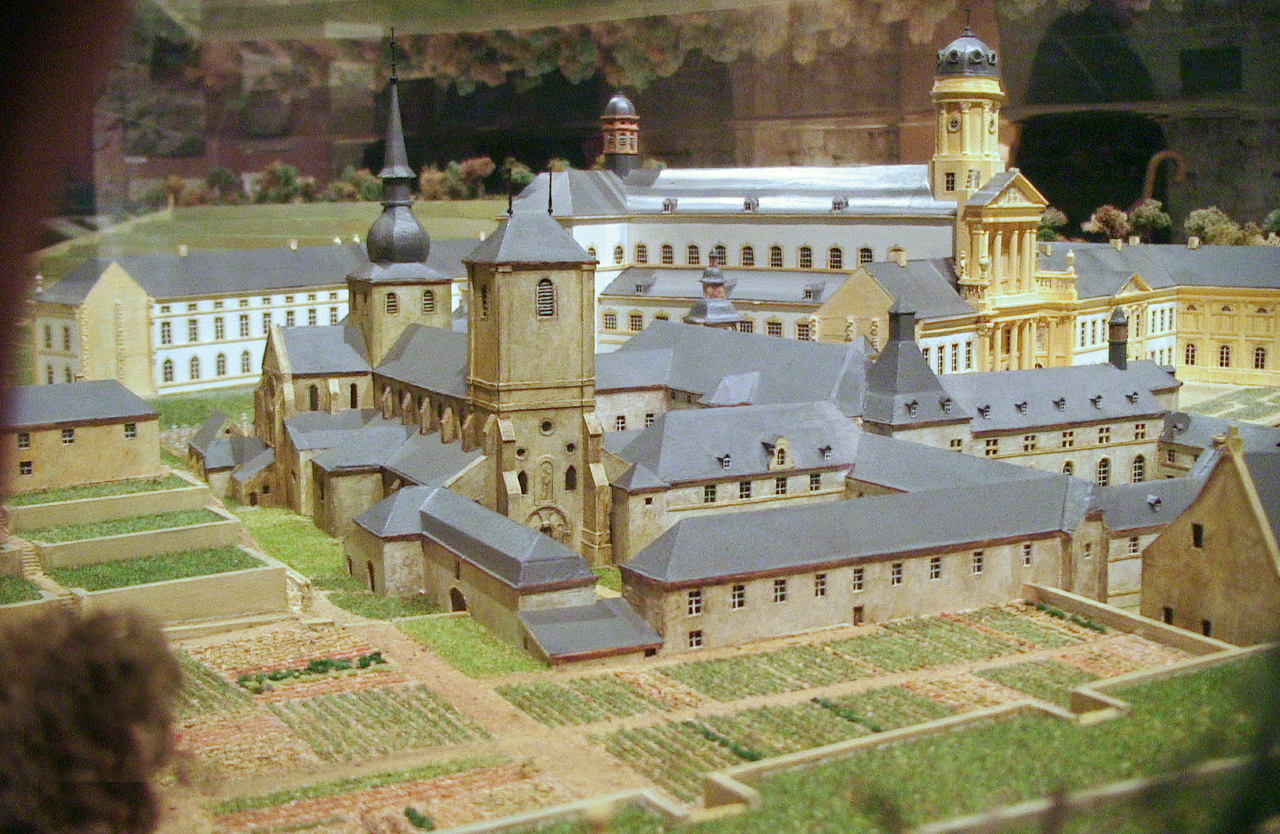
Les liens des seigneurs et villageois de Cugnon avec l'abbaye d'Orval sont nombreux au Moyen Âge.

Le Dictionnaire historique et géographique des communes belges ajoute que la seigneurie de Cugnon, est l’une des sept terres franches du duché de Luxembourg. L'alleu noble, par opposition au fief, ne comporte ni hommage ni services nobles.
Dans l'abbaye d'Orval vers 1850, 442 ans après la mort d’Henry Cuidieu Pardouit, et de sa femme Marguerite de Cugnon, leur gisant au fil du temps est devenue celui de Louis V de Chiny et Jeanne, comtesse de Chiny. Des investigations plus sévères permettent à l’auteur de l’étude sur Les ruines et chroniques de l'abbaye d'Orval… de conclure que cette tombe appartient à de moins illustres personnages, bien qu'ils fussent de la plus ancienne noblesse de la Semois. La sculpture du mari de Marguerite de Cugnon est de grandeur naturelle… tête nue, décoré du manteau d'hermine… vêtu d'une cotte de mailles et d'une tunique. On distingue sur lui l'équipement complet de la chevalerie; brassards, cuissards, genouillères, jambarts, l'épée et la dague de miséricorde, et l'écu sur la cuisse droite. L'histoire ecclésiastique et civile du Duché de Luxembourg et Comté de Chiny cite de son côté l'épitaphe de Marguerite de Cugnon.
Les Cugnon ont leurs armes gravées dans la salle du Dais de l'abbaye d'Orval avec les blasons des maisons célèbres de la contrée, jusqu'à la Révolution française. En 1793, les troupes du général Loison incendient l'abbaye.

### Le premier seigneur de Cugnon
Le premier Cugnon cité comme seigneur du lieu est Algidus Cunengis, souscripteur de la charte du comte Louis III de Chiny (1141–1191). En 1173, le comte donne au prieuré de Conques, dépendance de l'abbaye d'Orval des domaines Algidus ou Gilles s’engagent clairement à respecter le contenu de la charte. 1173, c’est toutefois un siècle après la formation des familles au XIe siècle, ancienneté qui donne droit dans les principautés au nord de la France à la pairie. Mais les archives nous précisent que Gilles de Cugnon est déjà en 1187 connu comme chevalier et proche du comte de Chiny.

« Le vendredi, troisième jour de Carême de l'an 1187, c'était donc fête dans le Luxembourg et dans tous les Pays-Bas ; c'était fête aussi dans le comté de Chiny; la basilique d'Orval était parée de ses plus somptueux ornements…

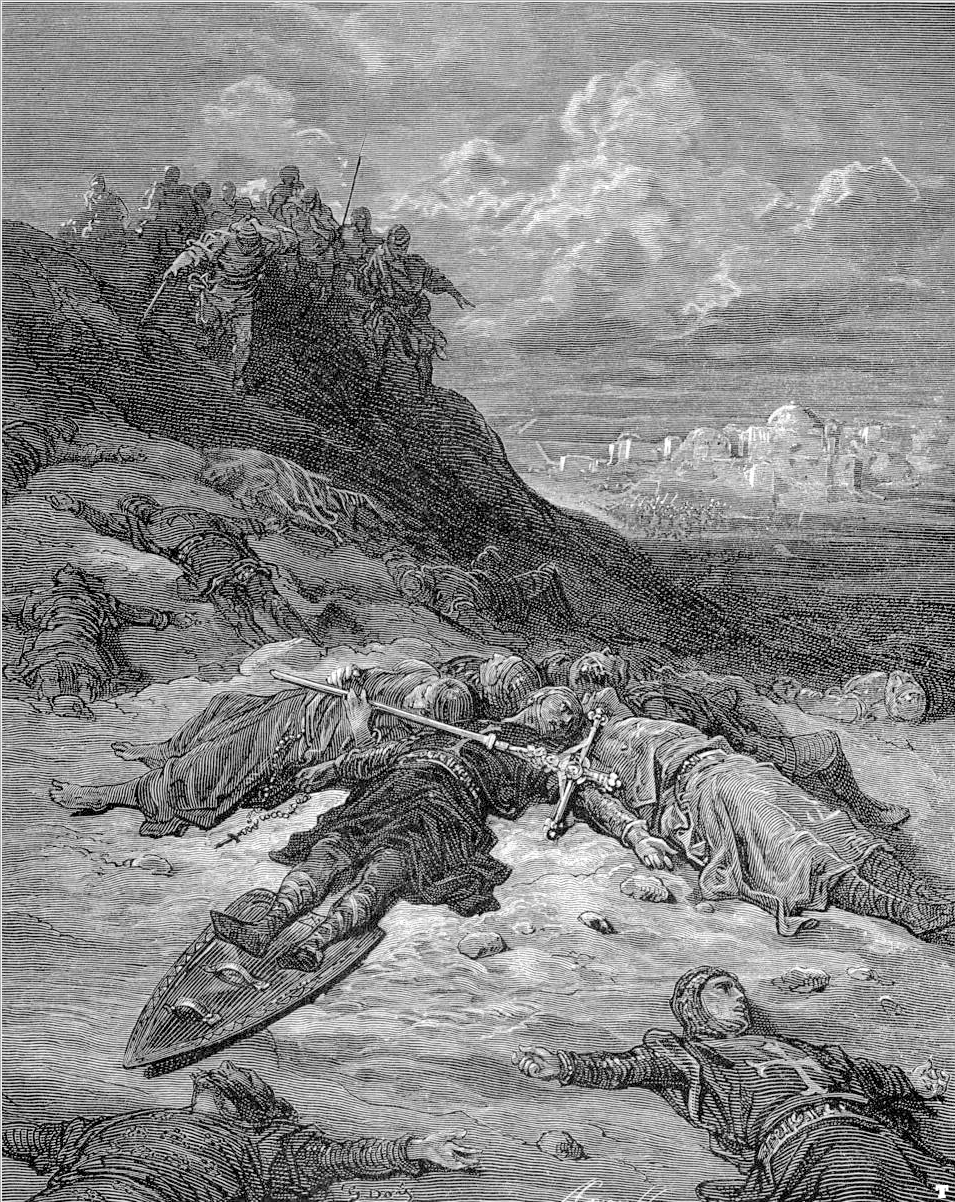
Louis III de Chiny et Frédéric Ier Barberousse sont morts à la croisade. Nous ne savons pas si Gilles, chevalier de Cugnon a connu le même sort.

Sur les degrés de l'autel, et depuis la porte du temple, s'allongeait une double haie de chevaliers; ils étaient silencieux et immobiles comme des statues ; la main appuyée sur leur longue épée, et l'écu suspendu au col, ils formaient autour du Comte un imposant cortège de gloire et d'illustration.
C'étaient notamment Gautier de Jamoigne, Robert de Custry, Conon de Villers, Guillaume Avoué de Chiny, Rodolphe Avoué de Longwy, Reimbald et Poitevin de Chavency, Gilles de Cugnon, Hugues de Mussy, Hugues de Laferté et son fils, Guillaume Bonvalet d'Ivoix, Rodolphe et Anselme, ses frères, Gauthier de Mirwalt, Gauthier d'Arton, Jordain de Mouzon…
Entre tous ces guerriers apparaissait le comte, Louis III de Chiny: à genoux sur le pavé de marbre, devant les châsses des Saints, il appelait l'assistance du ciel sur son entreprise ; il priait avec recueillement et ferveur; mais, à un air de tristesse répandu sur son mâle visage, on eût dit qu'il pressentait son trépas prochain. Alors un des prélats lui donne Fescarcelle et le bourdon du pèlerin, puis, se levant, il prend la bannière sur l'autel et la lui met en main ; un cri immense s'élève; ces mots : Dieu le veut, Dieu le veut ! partent de toutes les bouches, et, d'écho en écho, se répandent dans la contrée. »

Ce texte a deux intérêts. Il nous apprend que Gilles, chevalier de Cugnon, est, en 1187, chevalier et comme Dieu le veut est un cri de ralliement des croisés nous pouvons supposer qu’il se prépare à partir à la troisième croisade, aux côtés du comte de Chiny et de l'empereur Frédéric Ier Barberousse. Le comte de Chiny va d’ailleurs mourir en chemin. Comme le montre Georges Duby la chevalerie depuis 1050 et 1075 est la marque d’une supériorité de nature strictement héréditaire. Ce petit groupe rassemble définitivement tous les descendants des quelques familles qui vers 1030 possédaient de quoi équiper leurs garçons. Il est le cristal solide aux arêtes vives où sous l'effet de la révolution politique, s’est condensée la nobilitas large et mouvante du haut moyen âge Duby Georges, Qu’est-ce que la société féodale ? Flammarion ? Paris, 2002, p. 240–241. Georges Duby précise aussi que dans ses recherches sur cette époque en Bourgogne tous les chevaliers du canton de Brézé sont les héritiers des plus riches possesseurs terriens au Xe siècle. Il rejoint l'hypothèse de Marc Bloch sur les parvenus et ajoute

« À vrai dire, les conditions économiques laissaient peu de chances à la classe chevaleresque de s’enrichir de nouveaux parvenus. »

### Cugnon au début du Bas Moyen Âge

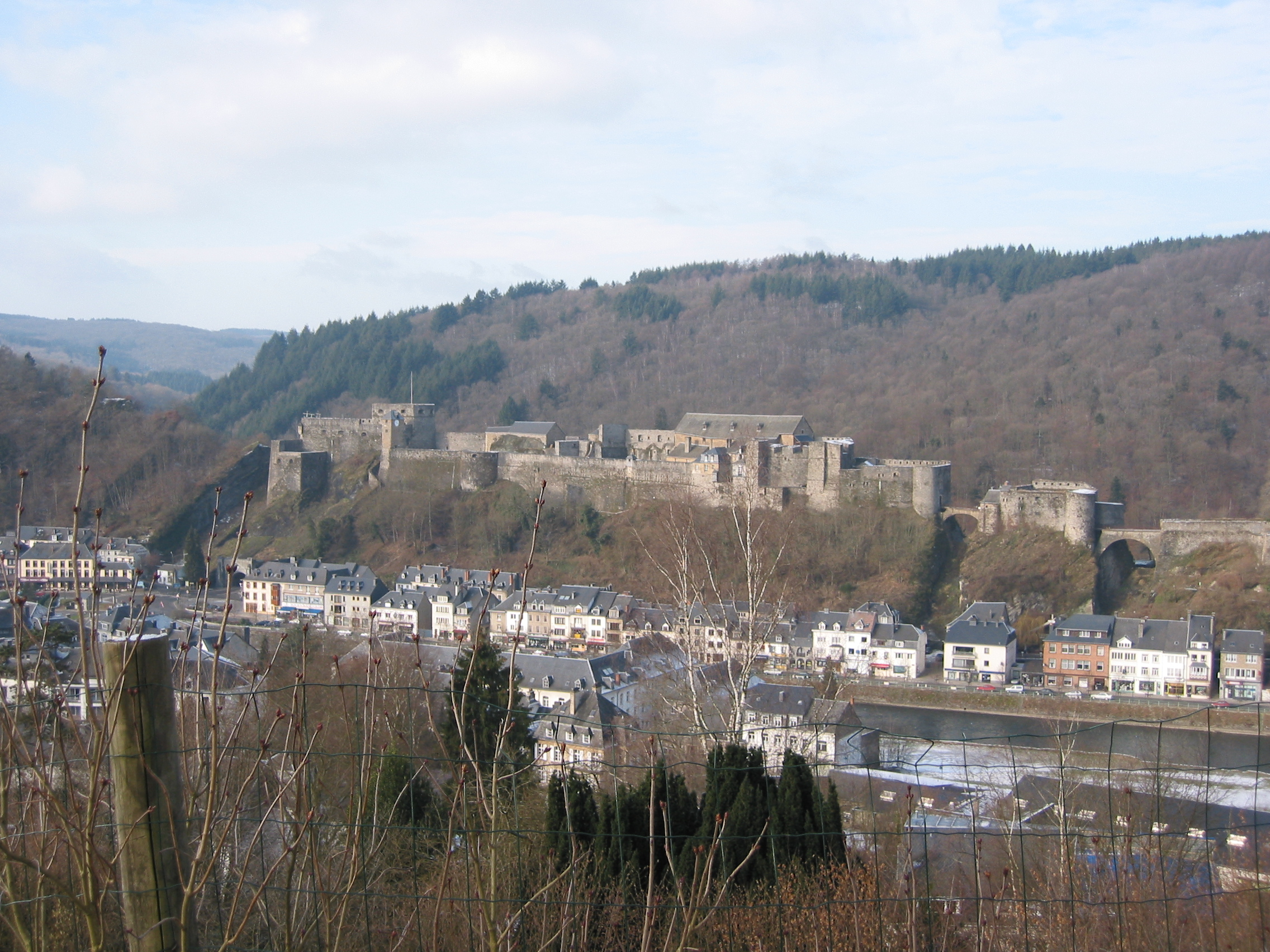
Au milieu du XIIIe siècle, lors du démembrement du comté de Chiny, le seigneur Renier de Cugnon fait ériger une forteresse de plaine à Cugnon et Henri, sire de Cugnon est cité en 1269 comme dépendant de la seigneurie de Bouillon.

Même si Cugnon est une terre franche, elle fait encore partie du comté de Chiny, puis devient un souverain bailliage. Auby-sur-Semois est une dépendance de Cugnon.
Né au début du début du XIIIe siècle et mort après 1262, le chevalier Renier de Cugnon paraît en 1243. Le 7 mai 1262 il est témoin pour une charte de Thierry de Rochefort concernant le fief d’Éprave. La même année il cherche un accord avec Lambert de Chevetogne au sujet de leurs droits respectifs sur Éprave. Il signe une charte ratifiant cet accord… témoin : Renier de Cugnon, chevalier. Son nom est parfois écrit Kuignon.
Herbert de Cugnon, écuyer, vit à la même époque et part à la croisade de 1239. On le trouve paraît-il en 1240 à Ascalon, à la suite de Thibaut IV, roi de Navarre et comte de Champagne, du sire Robert de Courtenay.
Au milieu du XIIIe siècle, lors du démembrement du comté de Chiny, le seigneur Renier de Cugnon fait ériger une forteresse de plaine, en rive droite de la Semois. Celle-ci alimente naturellement les douves du château fort.
À la fin XIIIe siècle, trois Cugnon sont cités :
- Henry, sire de Cugnon, est cité en 1269 comme dépendant de la seigneurie de Bouillon. Cugnon est affranchi, semble-t-il, par la loi de Beaumont en 1269. La loi de Beaumont est une charte qui régit l'affranchissement de nombreuses communes dans le nord-est de la France, une partie du sud de la Belgique et du Grand-Duché de Luxembourg. Cette loi affranchit les habitants de Cugnon de tout lien servil envers le seigneur. Elle fixe également les redevances vis-à-vis de celui de qui dépendent les terres. Dans un procès-verbal de mise en possession d’une dame, le 16 février 1269, des terres de Cugnon, Orges et Morleaux, et par les titres énoncez audit procès-verbal il est justifié qu'ils sont régis à la loy de Beaumont, et il est précisé qu’Henry, seigneur de Cugnon, relève de Bouillon[27]. Selon d’autres sources plus récentes l'affranchissement ne date que de 1306[28].
- Jehennin de Cugnon est cité comme répondant dans la succession de Thierry de Mirwart mort à la bataille de Worringen, en 1288[C 1].
- Jaquemin ou Jacquemes de Cugnon relève dont la moitié de Revogehart et de Frahan et des appendices et les dîmes d'Orchamps, le court et masuriers des Viviers et des appendices[29]. Il est dit Armigerum et fecimus[30]. Il est cité en 1298 dans le cartulaire de Saint-Hubert[31]. Jacquemin (Jakeme) de Cugnon est mentionné à la cour de Bouillon en 1289, puis en 1298 parmi les nobles réunis toujours à Bouillon pour résoudre une difficulté féodale relative à Mirwart[C 2].

### Cugnon de 1298 à 1359

Blason Thierry (Luxembourg)

- Jehennin de Cugnon est un homme de fief du château de Bouillon[CC 3]. Un homme de fief possède un fief et à ce titre siège lors des plaids de la cour féodale dont il dépend (justice, adhéritements…). Le sire de Cugnon en 1306 affranchit le village suivant la loi de Beaumont et le place, sous le sauvement[32] de Thiébaut de Bar (mort en 1312), prince-évêque de Liège[33]. Les évêques de la principauté épiscopale de Liège commencent alors à s'appeler eux-mêmes ducs de Bouillon. Jehennin de Cugnon se marie avec une Thierry, certainement de la famille des Thierry qui sont coseigneurs de Cugnon[C 3]. Ils portent : D'or, à un chevron de gueules accompagné en pointe d'un lion du même ; chef d'azur à 3 étoiles à 5 rais d'argent posées en fasce, et le colonel Arnaud nous dit que l’Annuaire de la noblesse de Belgique de 1859 et Émile Tandel dans son ouvrage Les communes luxembourgeoises parlent d’eux[34].

Vivant à la même époque à Cugnon, Jacquemin ou Jacques de Cugnon est cité en 1313 dans Le livre des fiefs de l'église de Liège sous Adolphe de La Marck et il relève de Liège pour la moitié de Cugnon et d’Auby-sur-Semois : le 13 décembre 1325.
- Walthier de Cugnon (ca1295–1365), à la génération suivante, figure dans un acte de relief, fait à l'évêque de Liège en 1359, par Venceslas Ier de Luxembourg, duc de Luxembourg, pour la terre de Mirwart, dépendante du duché de Bouillon. Ce acte nous permet de connaître quels sont, à cette époque, les pairs et hommes de fief de ce duché[CA 3] :

« Lambers Oupey, Prévois de Bulhon ; Henry de Viel, Abbé de Saint-Hubert ; Jacquemins, Castellains de Bulhon, Pers; Englebiers del Marck, Seigneur de Lovirvaz ; Renard de Vileir ; et Jehans de Jedines, Chevaliers; Gérard de Spontin ; Johans d'Orgol ; Gile de Cugnon ; Gerars Colet ; Jacquemin de Dozy; Walthier de Cugnon; Pierre de Noirefoniaine ; Baudzon de idem ; Gilkins Boddans ; Albretin de Baselhes ; dnchelot d'Ellemotle ; Colchon de Renieng ; Jacquemins filz; Gérard Collet ; et Johannot Malliot. »

Toujours au début du XIVe siècle vit le chevalier Gilles de Cugnon. Le 11 juin 1339, il est cité dans une charte qui se trouve dans le premier recueil de van den Berch, dont Cachet donne l'analyse, p. 66, de même que dans le cartulaire de Saint-Lambert:

« Lettres des hommes de fief du château de Bouillon : Lambert d'Oupey, chevalier, prévôt de Bouillon, Henry de Viele, abbé de Saint-Hubert en Ardennes, Jaquemin, châtelain de Bouillon, pairs du duché ; Englebert de la Marck, seigneur de Lovirval, Renard de Viller et /. de Jedinne, chevaliers; Gérard de Spontin, J. d'Orjol, Gilles de Cugnon, Pierre de Noire- fontaine, Baudesson de Noire fontaine, Gillekins Bodans, Obertin de Daseilles, Anselotte délie Motte, Colleson de Remaigne, Jaquemin, fils de Gérard Tollet et Jehannot Maillot, par lesquelles ils déclarent que Wenceslas de Bohème, duc de Luxembourg et de Brabant, releva et prit en fief de pairie de l'évêque de Liège et du château de Bouillon, la terre de Mirwart avec toutes ses appartenances, sauf l'avouerie de Saint-Hubert, qu'il tient de l'abbé dudit lieu, lequel le tient en fief de pairie de l'évêque ; Wenceslas, la main droite sur l'autel de la chapelle du château, prête serment de fidélité à sainte Marie et à saint Lambert, à l'évêque, au château et aux pairs. »

### Les derniers Cugnon de Cugnon

Blason Cugnon (Champagne et Bourgogne) : De sable à trois étriers d’argent, deux en chef et un en pointe. La devise, la même que celle des Cugnon de Belgique : l’honneur pour guide.

Le blason de Bertrix a-t-il comme origine le blason de Jehan de Cugnon qui comporte déjà un fer à cheval à la fin du XIVe siècle ?

Blason des Ochain.

Née un peu avant la moitié du XIVe siècle une génération de la famille Cugnon va commencer à quitter Cugnon :
- Nicole seigneur de Cugnon à la fin de sa vie entre dans les ordres à l'abbaye d'Orval, à 80 ans en 1419[39].
- Marguerite de Cugnon se marie avec Henri de Bellefontaine, seigneur de Vaux-lès-Mouzon[40] En 1392, le maire de Marville fait savoir, que l'abbé et les religieux d'Orval ont vendu une maison, sise à Marville, à Henri de Bellefontaine[41]. Nous avons vu que son gisant dans l'abbaye d'Orval vers 1850, est confondu avec celui du comte Louis V de Chiny et Jeanne. Il est comme eux un Bienfaiteur d'Orval. Leurs épitaphes à lui et sa femme sont déjà presque illisibles vers le milieu du XIXe siècle[42]. Certains auteurs nous disent que le blason de Marguerite Cuignon sa femme est un écu portant d'argent, à la fasce de sinople accompagnée, en chef de trois merlettes de sable, et en pointe d'une rose de gueule feuillée de sinople[O 3]? mais il est lui aussi en partie effacé. La dalle en marbre est longue de 2,57 m et large de 1,70 m, mais en deux morceaux. Elle porte pour épitaphe ces mots, en caractères gothiques : Cy git Henry Cuidieu Pardouit qui trespassât l'an mille quatre cens huit le jour de la Nativité et sa dame en septembre. Pryes por ly. Cy git dame Marguerite Cuignon feme a dit Henry Cuidieu Pardouit. Pryes por ly L’historien de la Société dunkerquoise pour l'encouragement des sciences, des lettres et des arts' ajoute[43] :

« La maison de Cugnon ou Cuignon était ancienne et illustre ; c'était une des pairies du Luxembourg. »

- Jeanne de Cugnon se marie en 1371 avec Georges du Trux[C 4]. Il existe une très ancienne tour féodale du Trux à Villers-sur-Semois[44] dite La Maison des Dames, ou la grosse tour d'Étalle, c’est la résidence de la famille du Trux[45]. Cette famille est aussi appelée du Treux, du Trieux ou du Tru[46] porte : d'azur, à un pal d'argent, senestre d'une bande du même.
- Pierre de Cugnon, né vers 1340, est l’auteur de la branche des Cugnon de Saint-Benoît en France. Pierre de Cugnon fait le métier des armes et participe ainsi à la bataille de Baesweiler le 22 août 1371 sous le sire d’Oupeye. Il se constitue d’ailleurs prisonnier en lieu et place de son seigneur en attendant que ce dernier rassemble la rançon. Pierre reste en France, seigneur de Saint-Benoît en Champagne, cité en 1373, il s’y marie et est l’ancêtre des Cugnon d’Alincourt, de Sévricourt et de Vandy[C 5].

→ Les Cugnon de Saint-Benoît, d’Alincourt, de Sévricourt et de Vandy
Puis vient la dernière génération des seigneurs de Cugnon de la famille de Cugnon.
- Jehan de Cougnon, maire de la Haute Cour de Falize, selon un acte de 1371. Il décède en 1424. C’est un cadet, d’après son sceau inscrit dans un trèfle gothique sur sa dalle funéraire : …un fer à cheval posé en chef, accosté de 2 clous accompagné en pointe d’un clou … Il est à noter que le blason de Bertrix, le village qui regroupe d’autres villages dont Cugnon est : Trois fers d'âne mal ordonnés de sable cloués d'or tournés en barre. La forteresse médiévale de Cugnon est citée en 1406[35], mais il n’en est peut-être pas le seigneur.

→ Les Cugnon d'Èthe, les de Cugnon, les Saulnier de Cugnon et (hyp) des Cugnon restés en Belgique et qui dérogent.
Cugnon et Bertrix, les terres franches sont acquises par Evrard de La Marck en 1422, par donation de Jeanne, veuve de Henri de Thone La Longue. La seigneurie de Cugnon-Auby, appartenant à la branche aînée des seigneurs "de Cugnon" passe aux comtes de la Marck, faute de descendants
En 1430 il y a encore des membres des deux familles nobles, les Cugnon et les Thierry. Toujours selon Émile Tandel, une grosse tour au village est occupée par les premiers seigneurs de Cugnon jusqu’en 1430 au moins, date à laquelle la famille s’établit dans d’autres contrées, notamment à Èthe et à Hargimont. L’historien local George Podesta parle d’un blason avec des merlettes surmontant la porte seigneuriale d’un château près de l’église, au XIXe siècle, mais il s’agit certainement d’un blason de récupération venant de la tour du village ou de l’ancienne forteresse, vu son état.
Selon des rumeurs relevées par Aimée Ingerfeld-Cugnon chez différents auteurs qui se sont penchés sur le cas de cette famille, les premiers seigneurs de Cugnon sont chassés selon les uns, ruinés selon les autres. Les Cugnon s’installent à Ansay, puis d’autres achètent ensuite la seigneurie de Èthe et s’y établissent définitivement. Mais, Jehan de Cougnon se marie peut-être avec Alix d'Ochain de Jemeppe. En tous les cas ses descendants pendant plusieurs siècles sont propriétaires de nombreuses terres et s’allient avec des familles importantes de la noblesse généralement luxembourgeoises, ce qui est vraiment étonnant pour une famille ruinée.
Blasons des familles qui se succèdent comme seigneurs de Cugnon :

Blason des premiers seigneurs de Cugnon[5].
Blason des comtes de la Marck.
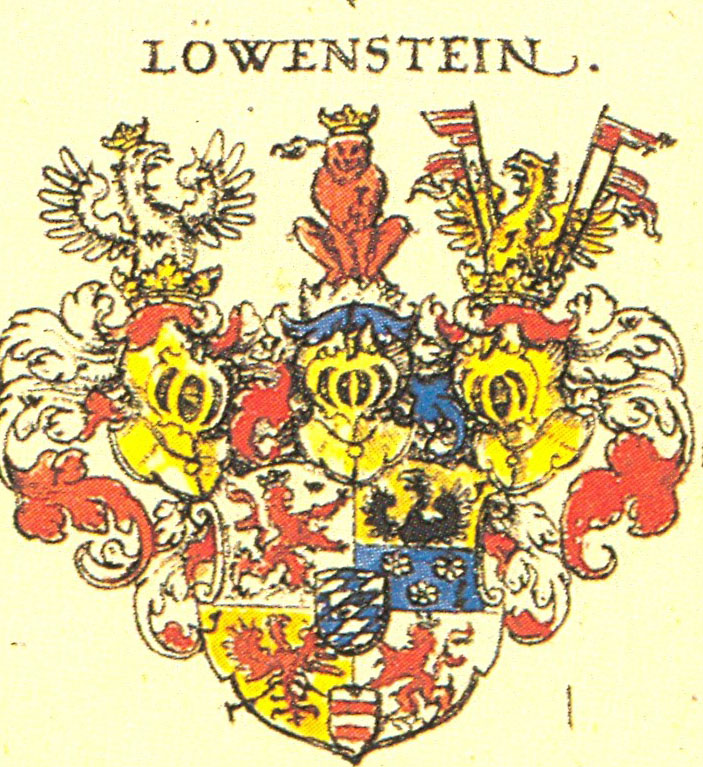
Un des blasons des Löwenstein.

### Cugnon après les Cugnon
L’abbé Hector, dans son étude sur cette région, joint un dessin fait en 1571, représentant le village à cette époque. On y voit une grosse tour carrée accolée à des bâtiments qu’on ne distingue pas très bien, avec une cheminée d'où sort de la fumée, preuve que le fort est occupé ; on y voit également le moulin et la pêcherie.
Par contre, sur une toile présentée par Émile Tandel et datée approximativement de 1840, on y voit encore le moulin tandis que la tour a disparu pour laisser la place à un bâtiment ressemblant à une ferme-château. Les pierres de cette tour auraient servi à reconstruire l’église de Mortehan.
Les comtes de la Marck qui succédèrent aux Cugnon vont frapper monnaie, alors que les Cugnon n’ont pas utilisé cette prérogative, mais cette monnaie sera toujours considérée comme fausse. Les comtes de la Marck portent initialement : D'or, à la fasce échiquetée d'argent et de gueules de trois tires.
Dans son recueil de cartes postales de la région, Georges Maillien écrira :
« l’héritage du casae congidunu mérovingien leur octroya de tout temps des droits plus importants qu’à d’autres, entre autres frapper monnaie ».
Ce sont les comtes de la Marck qui succèdent aux Cugnon par alliance, mais ils n’étaient pas très aimés, si l'on en croit les comptes rendus de l’époque où le peuple local priait en récitant cette litanie :
« Du vin de Mouzon, du pain de Bouillon et de la justice de Cugnon, délivrez-nous, Seigneur ».
En 1610, Josine de La Marck épouse Jean Théodore de Löwenstein et l’ancienne seigneurie de Cugnon passe donc à ce seigneur qui réside au château de Rochefort. Comme blason, cette famille très populaire et relativement importante porte :
« un écu d’argent au lion léopardé contourné de gueules, couronné d’or et passant sur un rang de quatre rochers de sinople ». Ce sont ces armoiries qui seront concédées au village de Cugnon par arrêté royal le 14 juillet 1951.
Mais il est dit aussi que le château de Dohan est l’exacte reproduction de l’ancien château de Cugnon. Ce château appartient à la famille Hallet et fut construit par Florent de Lardenois de Ville entre 1610 et 1640 ; plus affirmatifs, certains le veulent précisément construit en 1619. Il y manquait la tour, semble-t-il abattue pour laisser passer la route qui serpente juste au pied du château.
En 1743, différents greffiers signent des actes, certificats et autres documents; entre autres Jean Laurent Pilmant, bailli de Cugnon et Chassepierre au départ du château de Cugnon, où il réside. Il devait probablement s’agir de la tour, édifice subsistant, car l’actuel château de Cugnon aurait été construit en 1747 par le prince de Löwenstein-Wertheim sur le château féodal.
Un fort sur la Semois reste un point d’interrogation pour les historiens. La rue de la Forteresse existe d’ailleurs toujours, mais il est vrai qu’une nouvelle bâtisse a été construite exactement sur les ruines de l’ancienne et que les fouilles entreprises afin d’essayer de retrouver quelque vestige durent être abandonnées au vu des dangers que cela pouvait représenter.

### Seconde Guerre mondiale
Le 10 mai 1940 les Allemands envahissent la Belgique. Ainsi, le 12 mai 1940, Cugnon est prise par les Allemands de la 10e Panzerdivision, du XIX. Armee-Korps (mot.) qui a pour objectif de traverser la Meuse au niveau de Sedan.

## Patrimoine et culture
- Église Saint-Remi datant de 1780 [49]
- Le moulin à eau de Cugnon, avec roue à aubes (1695) [50]
- Château Pierlot ou demeure des Princes de Lowenstein [51]
- Ancienne maison communale, anciennes fermes du XVIIIe siècle classées, le pont, l'hôtel des Roches. Dans cette région de la vallée de la Semois, on aperçoit ça et là les derniers toits de " cornue ", faits de glaise et de déchets ardoisiers [52]
- Stèle à la mémoire d'Hubert Pierlot, enfant du pays, Premier ministre du gouvernement Pierlot IV à Londres de 1939 à 1945, ministre d'État (Photos [53]).

## Galerie

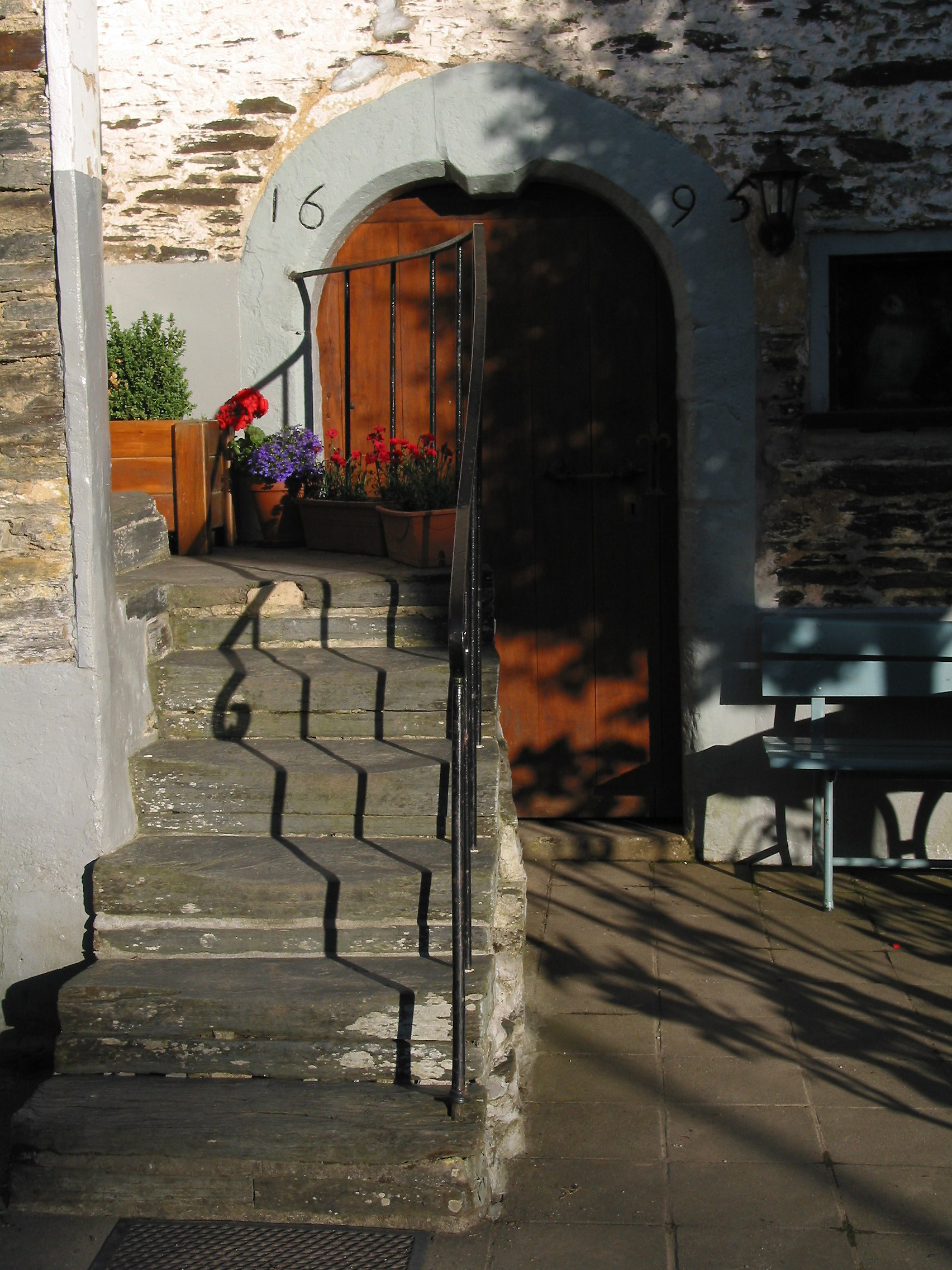
La porte d'une vieille demeure.
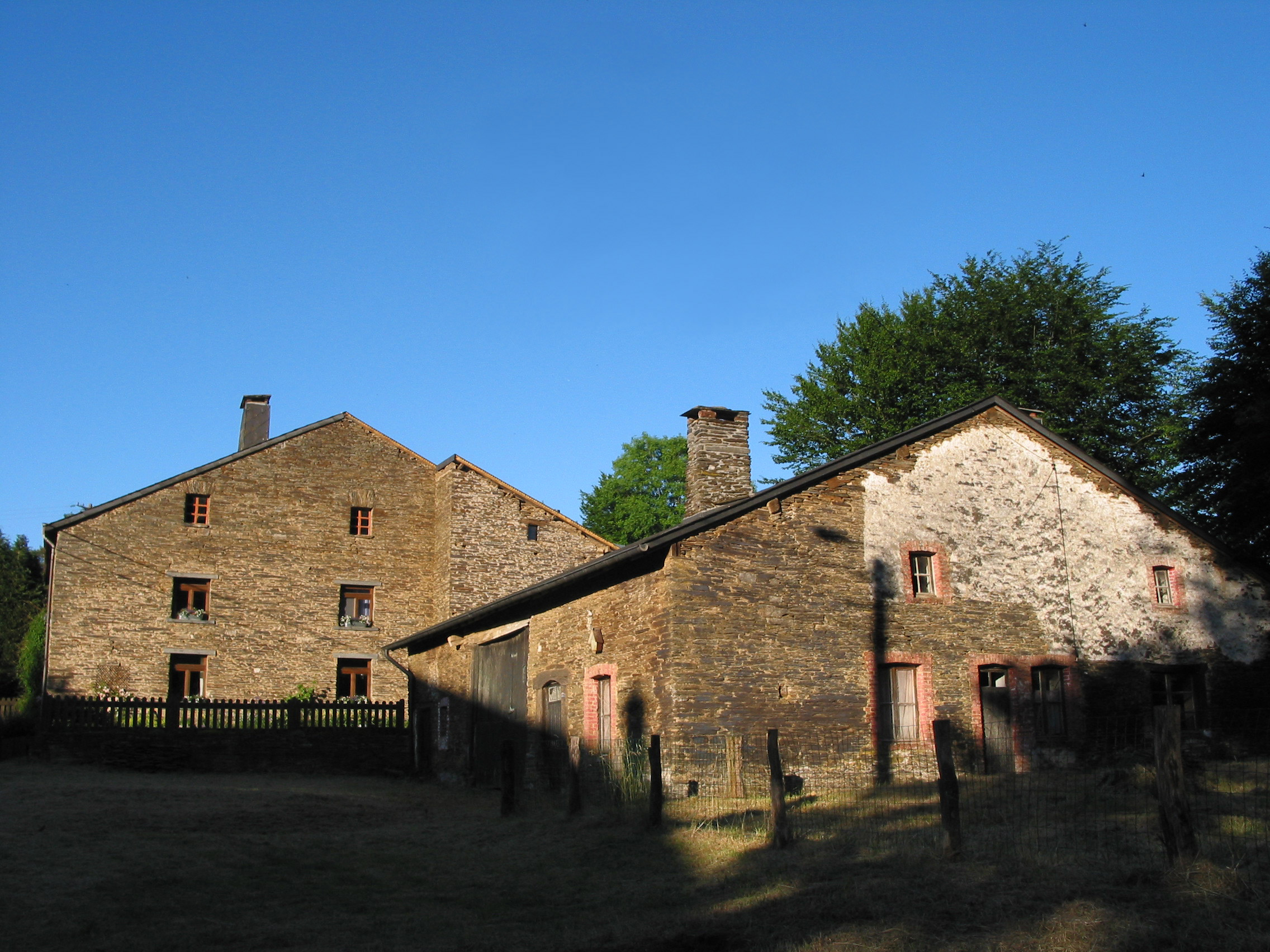
Maisons typiques.
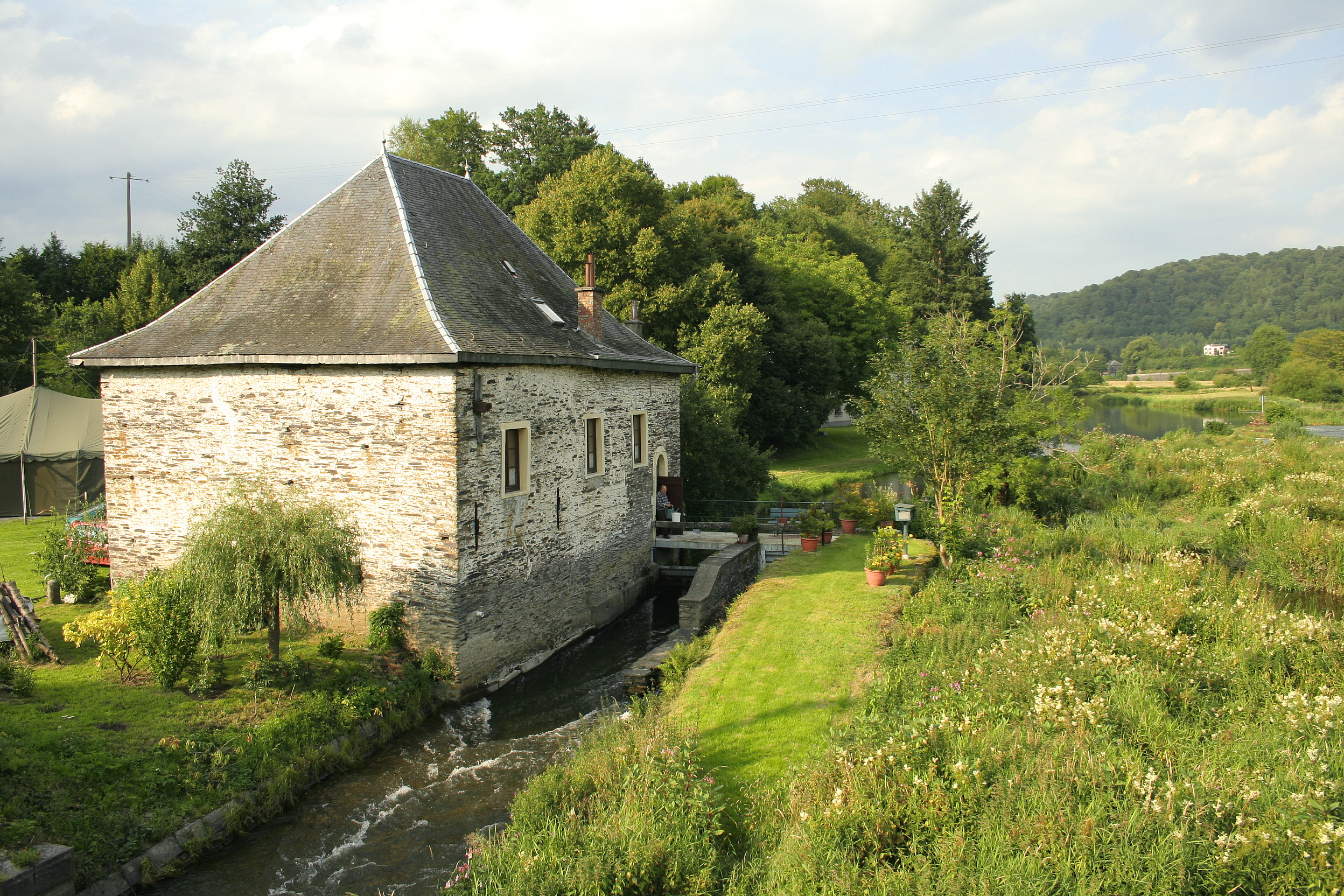
Le vieux moulin et son bief sur la Semois.

## Personnalités liées à l'ancienne commune
- Hubert Pierlot, homme d'État belge, né à Cugnon en 1883.
- Jean Pierlot (né à Cugnon le 16 mai 1881), frère d'Hubert Pierlot, est curé d'Herbeumont, résistant mort en déportation le 7 janvier 1944 au camp de concentration de Neutitschein, en Moravie-Silésie, Tchéquie [54].